# Adam Sajtiev
Adam Chamidovič Sajtiev (in russo Адам Хамидович Сайтиев?; Chasavjurt, 12 dicembre 1977) è un ex lottatore russo, di etnia cecena, specializzato nella lotta libera.
È fratello di Buvajsar Sajtiev, tre volte campione olimpico.

## Palmarès

### Olimpiadi
- 1 medaglia:
  - 1 oro (Sydney 2000 negli 85 kg)

### Mondiali
- 2 medaglie:
  - 2 ori (Ankara 1999 nei 76 kg; Teheran 2002 negli 84 kg)

### Europei
- 4 medaglie:
  - 3 ori (Minsk 1999 nei 76 kg; Budapest 2000 negli 85 kg; Mosca 2006 negli 84 kg)
  - 1 bronzo (Bratislava 1998 nei 76 kg)